# Classiche pareti nord delle Alpi

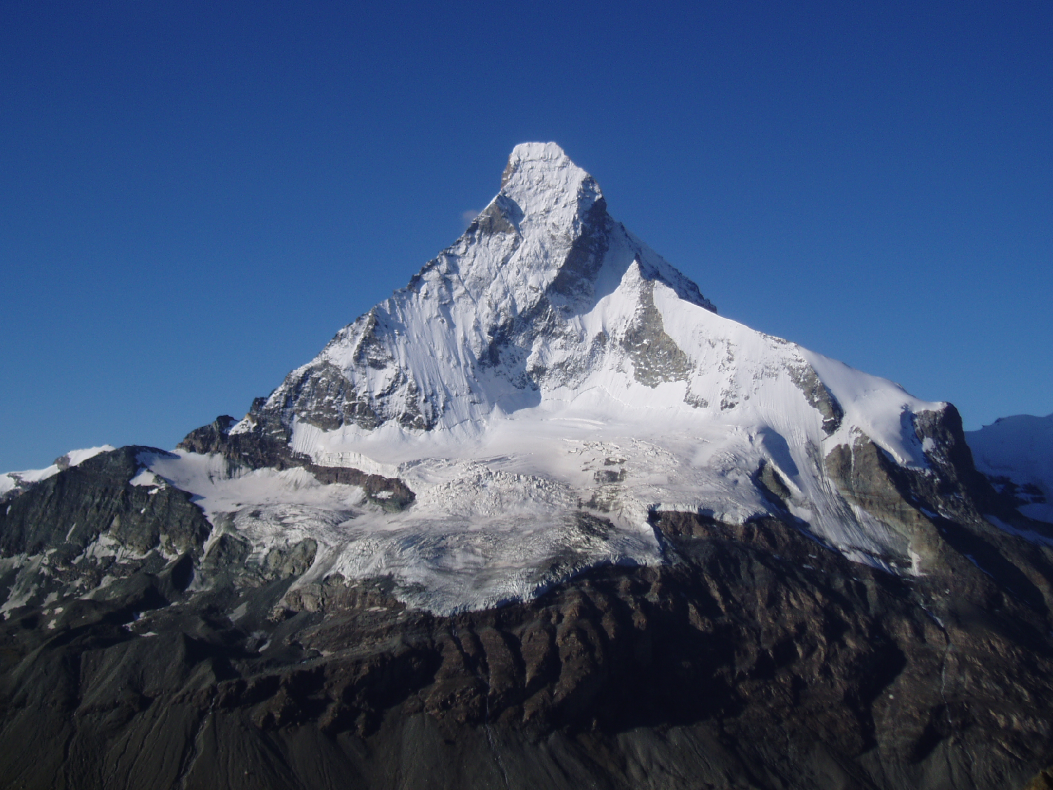
La parete nord del Cervino

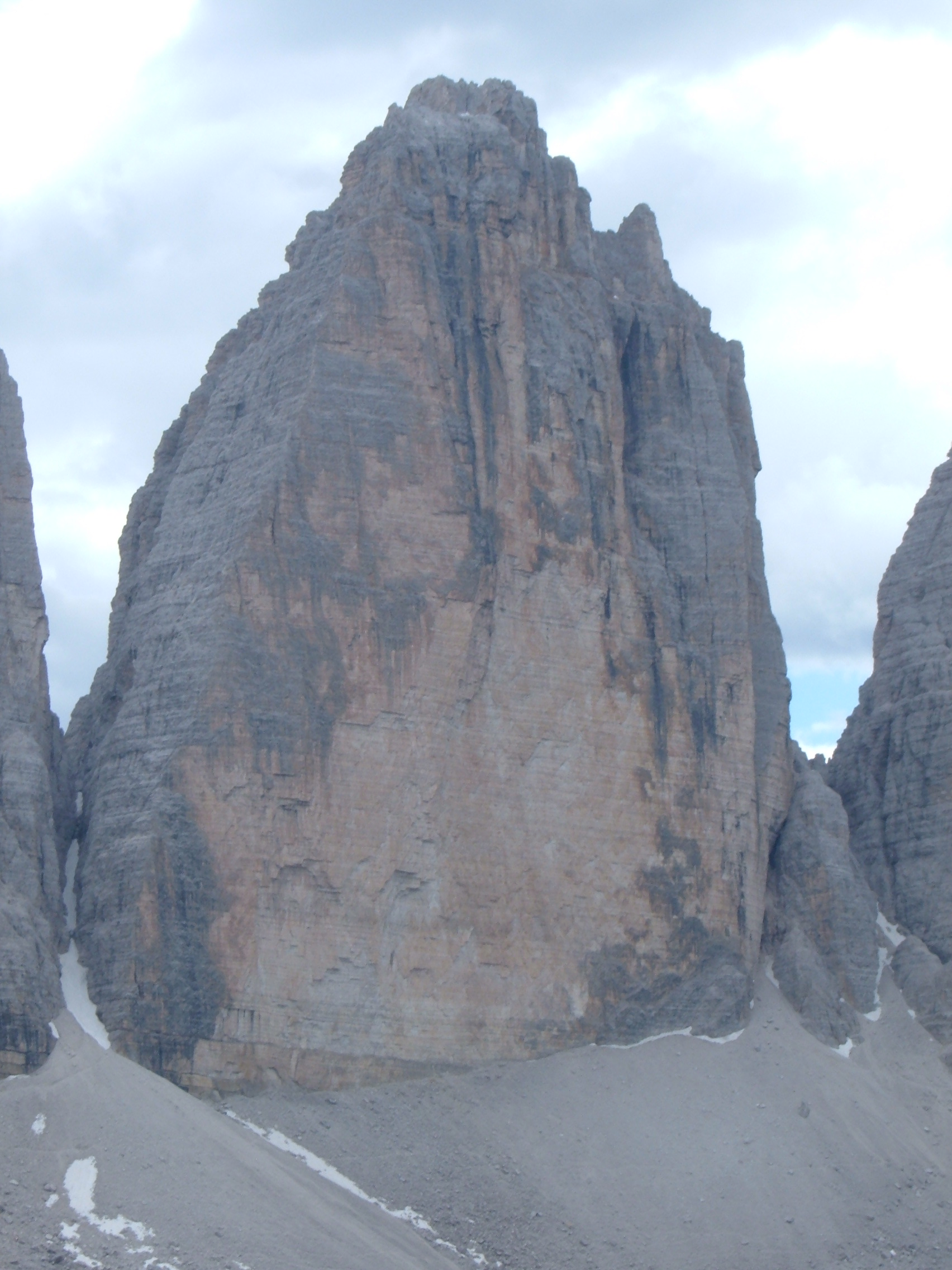
La parete nord della Cima Grande di Lavaredo

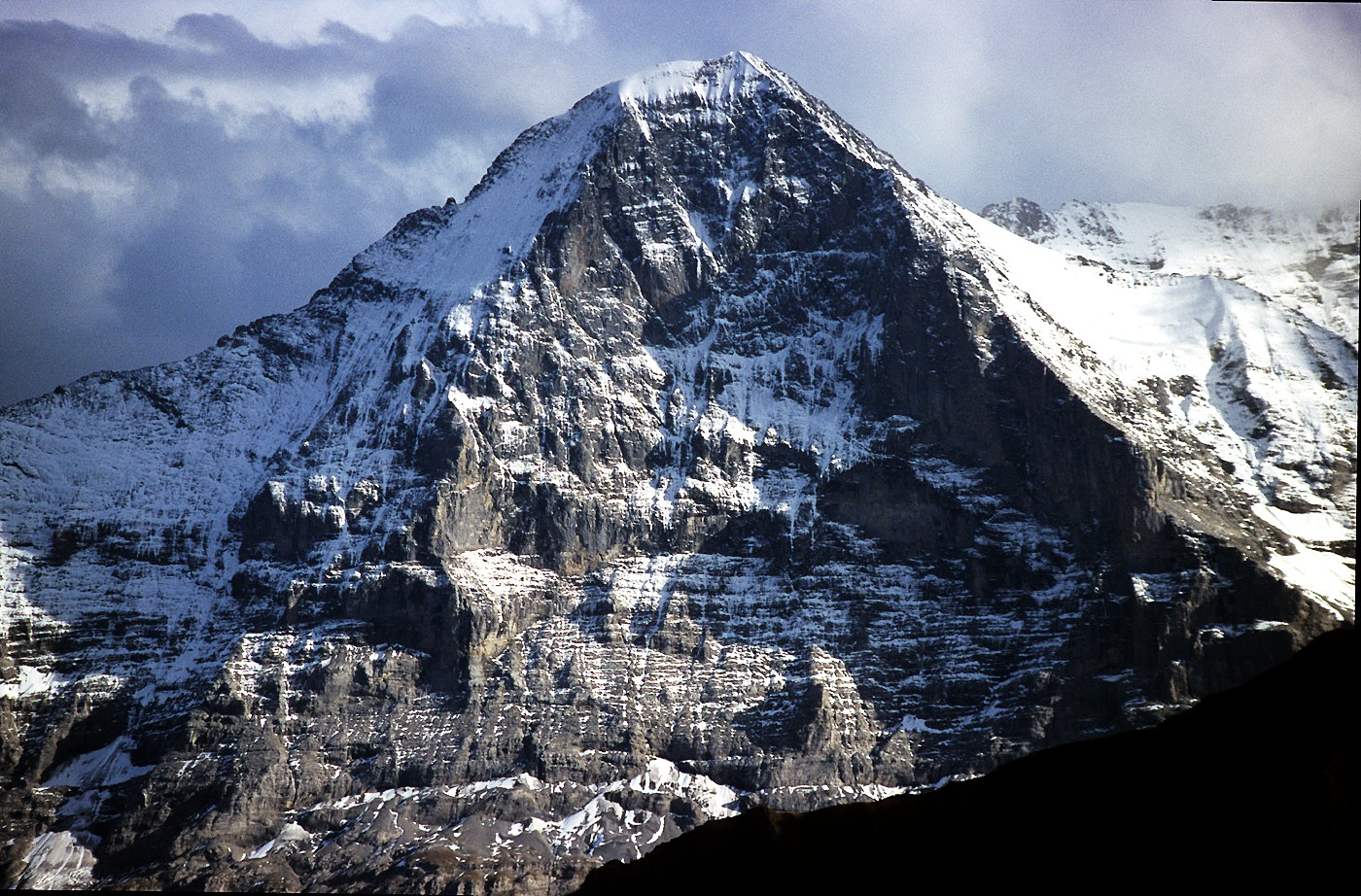
La parete nord dell'Eiger

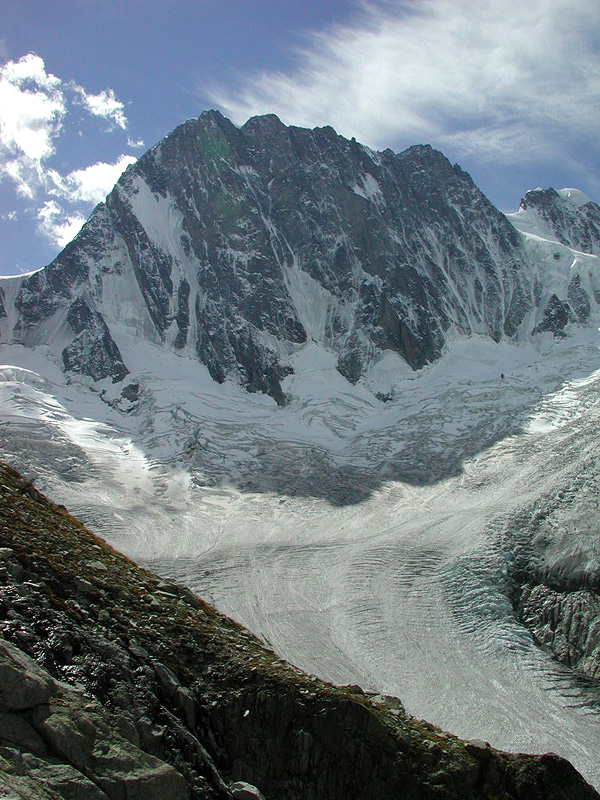
La parete nord delle Grandes Jorasses

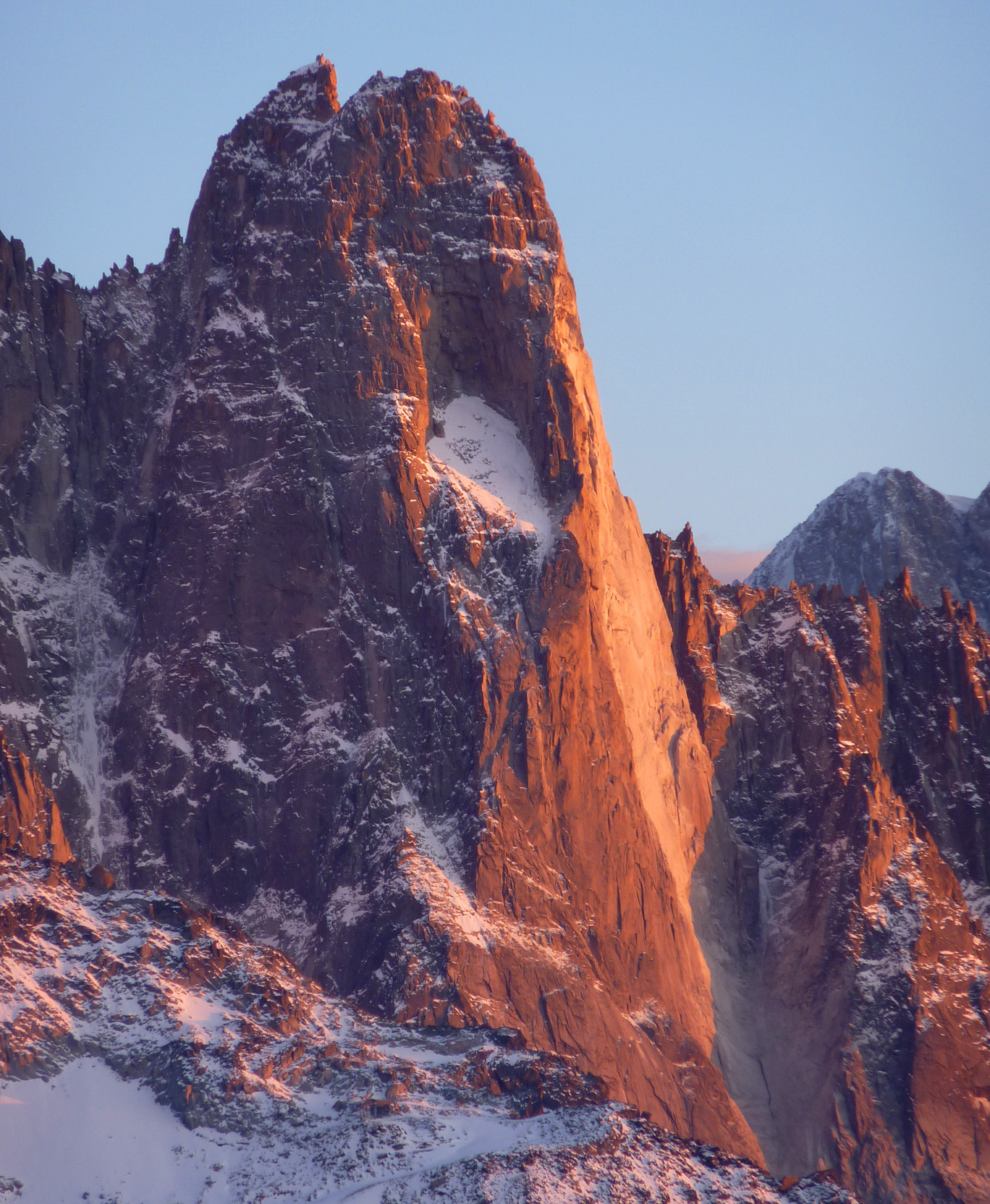
La parete nord del Petit Dru con il ghiacciaio della Niche

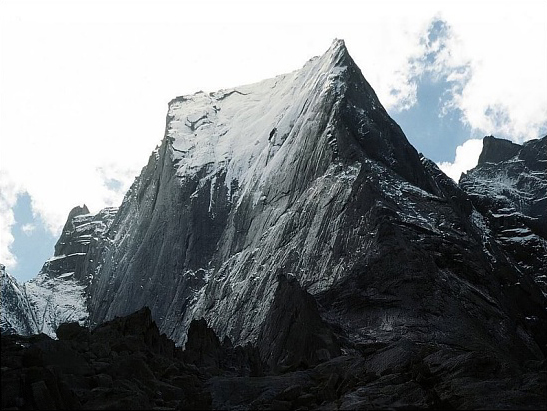
La parete nord-est del Pizzo Badile

Nella storia dell'alpinismo, sono state definite classiche (o grandi) pareti nord delle Alpi sei pareti note per la loro estrema difficoltà e grande altezza:
- Cervino
- Cima Grande di Lavaredo
- Eiger
- Grandes Jorasses
- Petit Dru
- Pizzo Badile

Fino agli anni 1930 rimasero inviolate, per cui vennero definite "gli ultimi problemi delle Alpi" e furono l'oggetto del desiderio dei maggiori scalatori del tempo. L'ultima a resistere fu la parete nord dell'Eiger, scalata con successo solo nel 1938. Tra queste pareti, le pareti nord dell'Eiger, del Cervino e delle Grandes Jorasses sono considerate le più difficili del gruppo e conquistare questa "trilogia" è un'ambizione degli alpinisti più preparati.
Il primo alpinista a completare la trilogia e nel contempo a salire anche le altre tre classiche fu il francese Gaston Rébuffat, tra il 1945 (Grandes Jorasses) e il 1952 (Eiger).

## Ascensioni

### Prime ascensioni
- Cervino
  - Via Schmid - dal 31 luglio al 1º agosto 1931 - Prima salita di Franz e Toni Schmid, 1100 m TD/ED.[1]
- Cima Grande di Lavaredo
  - Via Comici-Dimai - 13-14 agosto 1933 - Prima salita di Emilio Comici con Giovanni e Angelo Dimai, 550 m/5+,A1.[2]
- Grandes Jorasses
  - Sperone Croz - 28-29 giugno 1935 - Prima salita di Martin Meier e Rudolf Peters, 1100 m/5c.[3]
- Petit Dru
  - Via Allain-Leininger - dal 31 luglio al 1º agosto 1935 - Prima salita di Pierre Allain e Raymond Leininger, 850 m/TD.[4]
- Pizzo Badile
  - Via Cassin - 14-16 luglio 1937 - Prima salita di Riccardo Cassin con Gino Esposito, Vittorio Ratti, Mario Molteni e Giuseppe Valsecchi, 800 m/TD.[5]
- Eiger
  - Via Heckmair - 21-24 luglio 1938 - Prima salita di Andreas Heckmair, Ludwig Vörg, Fritz Kasparek e Heinrich Harrer, 1500 m/ED.[6]

### Completamento e concatenamenti della trilogia
- Primo alpinista a completare la trilogia (e nel contempo salire anche le altre tre nord classiche): Gaston Rébuffat, tra il 1945 (Grandes Jorasses) e il 1952 (Eiger).
- Primi italiani a completare la trilogia: Andrea Mellano e Romano Perego, con le salite dell'Eiger nel 1962 (anche prima italiana assoluta) e del Cervino e Grandes Jorasses nel 1963.[7]
- Prima persona a scalarle nell'arco di un anno: Leo Schlömmer dall'estate del 1961 all'estate del 1962.
- Primo a scalarle in inverno in solitaria: Ivano Ghirardini nel 1977-1978 per la Via Schmid sul Cervino a dicembre, lo Sperone Croz sulle Grandes Jorasses a gennaio e la Via Heckmair sull'Eiger a marzo.
- Primo concatenamento in 24 ore con trasferimenti in elicottero: Christophe Profit il 25 luglio 1985 con il Cervino in 4 ore, l'Eiger in 6h:45 e il Linceul alle Grandes Jorasses in 4 ore.
- Primo concatenamento invernale con trasferimenti in elicottero: Christophe Profit in 42 ore il 12 e 13 marzo 1987 per lo Sperone Croz sulle Grandes Jorasses, la Via Heckmair sull'Eiger e la Via Schmid sul Cervino.[8]
- Primo a scalarle tutte e sei in inverno in solitaria, in un'unica stagione: Tom Ballard nell'inverno 2014-2015.[9]